# Renens (stacja kolejowa)
Renens (fra: Gare de Renens) – stacja kolejowa w Renens, w kantonie Vaud, w Szwajcarii. Jest ważnym węzłem kolejowym, obsługiwanym przez pociągi SBB-CFF-FFS oraz jest częścią systemu metra w Lozannie. Znajduje się tu stacja końcowa linii M1.
Stacja Renens znajduje się na granicy czterech gmin (Chavannes-près-Renens, Crissier, Ecublens i Renens).

## Linie kolejowe
- Lozanna – Genewa
- Jurafusslinie
- Lozanna – Vallorbe